# 伊舍耶夫卡 (烏里揚諾夫斯克州)
伊舍耶夫卡（羅馬化：Isheyevka）是俄罗斯乌里扬诺夫斯克州的市级镇，为该州乌里扬诺夫斯克区行政中心及规模最大聚居地，也是该区唯一的一座市级镇。地处乌里扬诺夫斯克州北部，位于伏尔加河流域斯维亚加河畔，在州府乌里扬诺夫斯克北偏西方，北距乌里扬诺夫斯克州与鞑靼斯坦共和国边界约28公里（通过公路）。
连接州府乌里扬诺夫斯克与鞑靼斯坦共和国首府喀山的R241公路从该镇以西不远处经过。
该地2022年人口有10,762人；2010年人口10,383；2002年人口10,032；1989年人口9,289。